# Келвін Йондан
Келвін Йондан (англ. Kelvin Yondan; нар. 9 жовтня 1984, Танзанія) — танзанійський футболіст, центральний захисник клубу «Янг Афріканс».

## Клубна кар'єра
1 липня 2006 року підписав контракт з СК «Сімба». Разом з цією командою виграв 3 чемпіонати Танзанії (2008, 2010, 2012). 1 липня 2012 року перейшов до «Янг Афріканс», з якими в 2013 та 2015 роках знову вигравав танзанійську Прем'єр-лігу.

## Кар'єра в збірній
4 серпня 2008 року дебютував у національній збірній Танзанії.

## Досягнення

### Клубні
«Сімба»
- Прем'єр-ліга Танзанії
  -  Чемпіон (3): 2008, 2010, 2012

«Янг Афріканс»
- Прем'єр-ліга Танзанії
  -  Чемпіон (2): 2013, 2015